# Вятское кружево

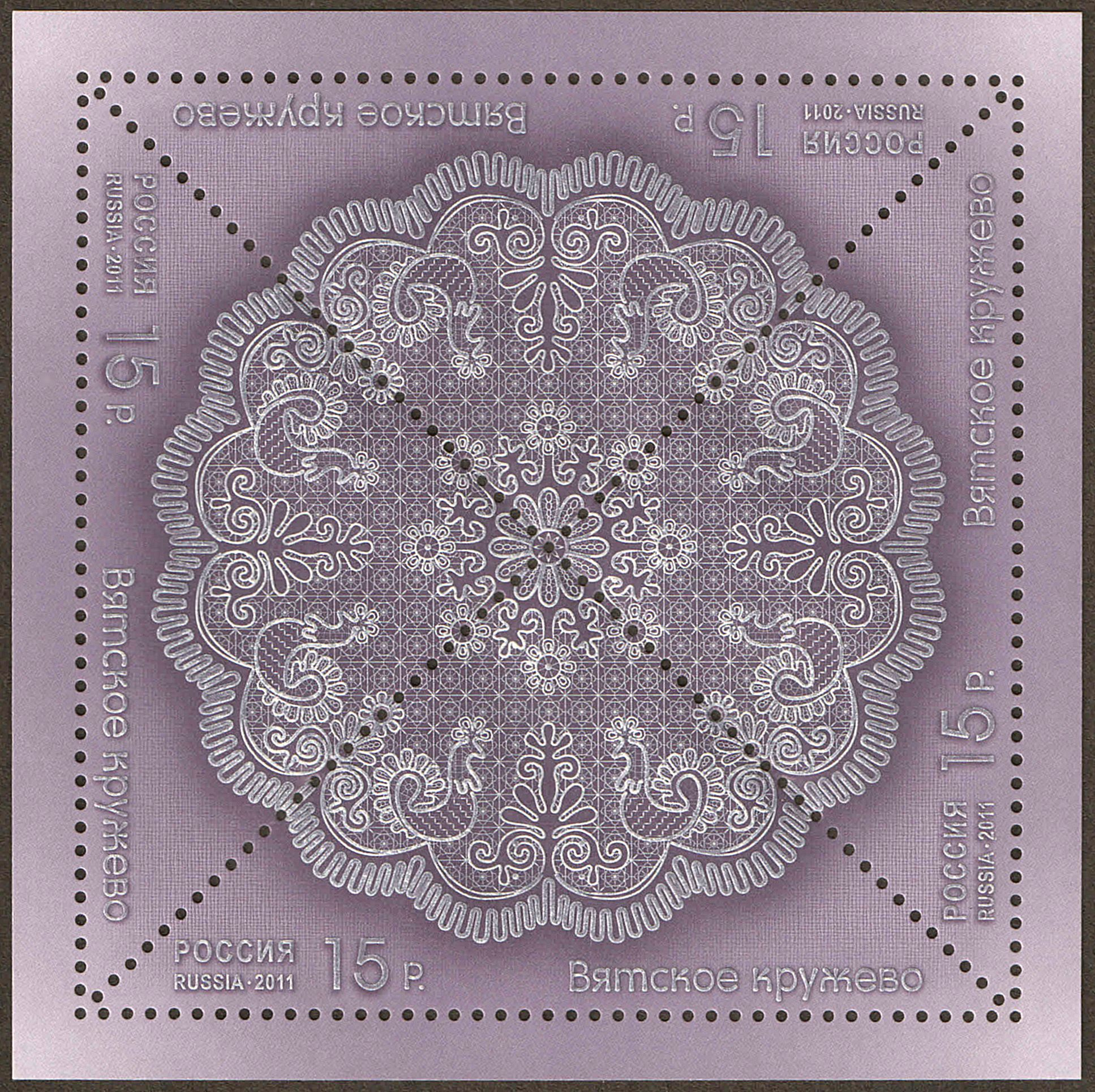
Образец вятского кружева. Почтовая марка России, 2011 г.,

Вятское кружево — один из русских народных промыслов, развитых в Кировской области, и являющийся одним из её брендов. Вятское кружево плетётся на коклюшках.
Центр этого промысла находится в городе Советске (бывшая слобода Кукарка Вятской губернии). По художественной значимости, по ценным народным традициям и творческим находкам последнего времени этот промысел занимает равное место с остальными центрами (Вологдой, Ельцом, Михайловым).
Является предметом коллекционирования и экспонирования.

## История
Вятские кружева появились в начале XVIII века. Во второй половине XIX века промыслом занималось многочисленное крестьянское население, заказы поступали из Петербурга. В 1893 году в слободе Кукарке Яранского уезда Вятской губернии в числе 9 других была организована земская школа кружевниц. Преподавателями были ученицы Мариинской школы из Петербурга. Все школы, учрежденные «Мариинкой», опирались на её методическую базу и разработанные в ней учебные программы. Вместе с тем, в кружеве вятских школ сформировались особые качества, выделяющие его среди изделий других учебных заведений. Формы изделий разнообразны и порой необычны, не имеют аналогий в других школах: это жилеты, оплёты платков, воротники, салфетки с узорами в виде бабочек, пышных цветов, прихотливых петель. Учреждённая школа способствовала расширению промысла по всей губернии.
В развитие местных черт вятского (кировского) кружева большой творческий труд вложила художница А. А. Гужавина. В 1906 году она окончила Кукарскую кружевную школу, более 50 лет проработала в промысле. В 1960-е годы значительные работы были созданы художником промысла 3. А. Вараксиной — уникальные панно «Дымковская игрушка», «Дружба народов», которые и сегодня можно увидеть в музеях Кирова.
B 70-х годах ряд сложных многофигурных произведений создала А. Ф. Блинова. Её праздничные панно орнаментально насыщены, как, например, панно «Вятские страдания», где использован сюжет молодёжного гулянья; они весьма индивидуальны и тщательно исполнены с применением многообразных приемов плетения. В настоящий момент панно выставлено в постоянной экспозиции музея народных промыслов Кирова — «Приказной избе».
В 90-е годы XX века кружевная фабрика была ликвидирована, здание пустовало 10 лет, а затем было продано районному суду. Но кировские кружевницы сохранили традиции и технологию народного промысла и, объединившись в артели или небольшие предприятия, продолжают радовать всех своеобразием своих декоративных решений. Среди них Куприна Е. П. (член Союза Художников), Кузьмина К. И., Дерягина В. И.

## Оформление
Традиционные парные мерные кружева Кировской области очень разнообразны в применении насновок (элемент кружева), простых сеток, в них часто встречаются ромбические мотивы и угловатые зигзагообразные полосы. Особую узорность им придают плетешки с воздушными петельками. В сцепных кружевах центральные решетки бывают иногда активнее орнамента края. Звездчатые, острозубчатые формы характерны для кировского сцепного кружева, крупных и средних штучных предметов. Преобладают сложноузорчатые динамичные цветочные и лиственные орнаменты, декоративная выразительность которых во многом создается разной плотностью плетения частей каждого элемента.

## Мастера

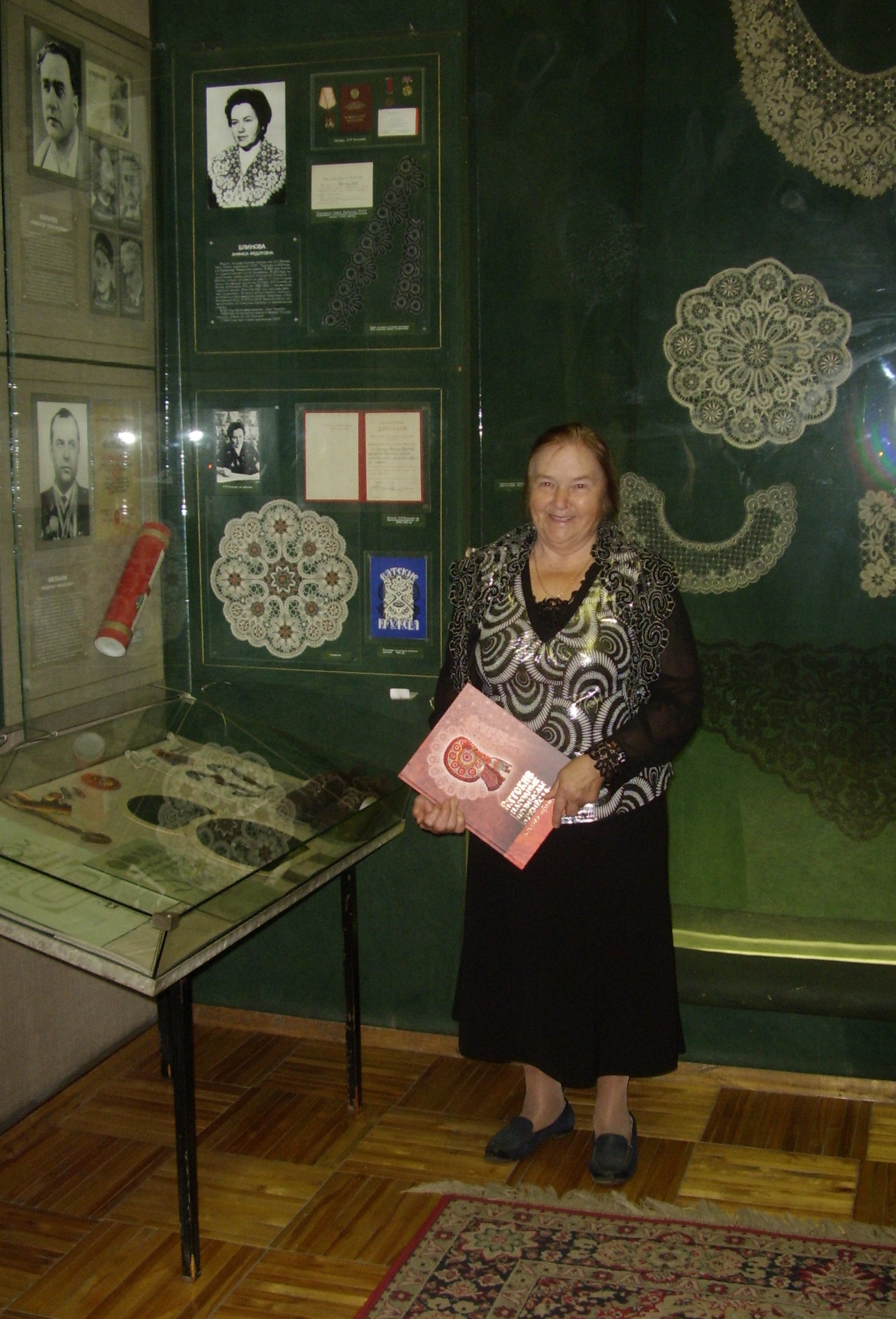
Блинова А. Ф.

Анфиса Фёдоровна Блинова — художница-кружевница, лауреат Государственной премии России имени Репина, 1936 г. р. Поступив в художественную школу г. Советска Кировской области, закончила её на «отлично». После неё поступила в московское художественно-промышленное училище им. Калинина и также с успехом его окончила. 37 лет отдала Анфиса Фёдоровна Советскому филиалу Кировской фабрики строчевышитых и кружевных изделий им. 8 Марта. Была начальником ОТК, главным инженером. Три года возглавляла филиал. Остальное время работала художником по кружеву. По эскизам Блиновой создавались кружева от салфеток, воротничков, шарфов до больших панно, занавесей, туник, скатертей. Работы Блиновой были известны и в нашей стране, и за рубежом. Изделия А. Ф. Блиновой участвовали во всевозможных всесоюзных и международных выставках. Её работы находятся в Третьяковской галерее, Русском музее, Российском художественном фонде, Московском НИИ художественной промышленности — панно «Праздник», скатерть «Золушка» и др. Скатерть «Солнечная» была отправлена за границу.

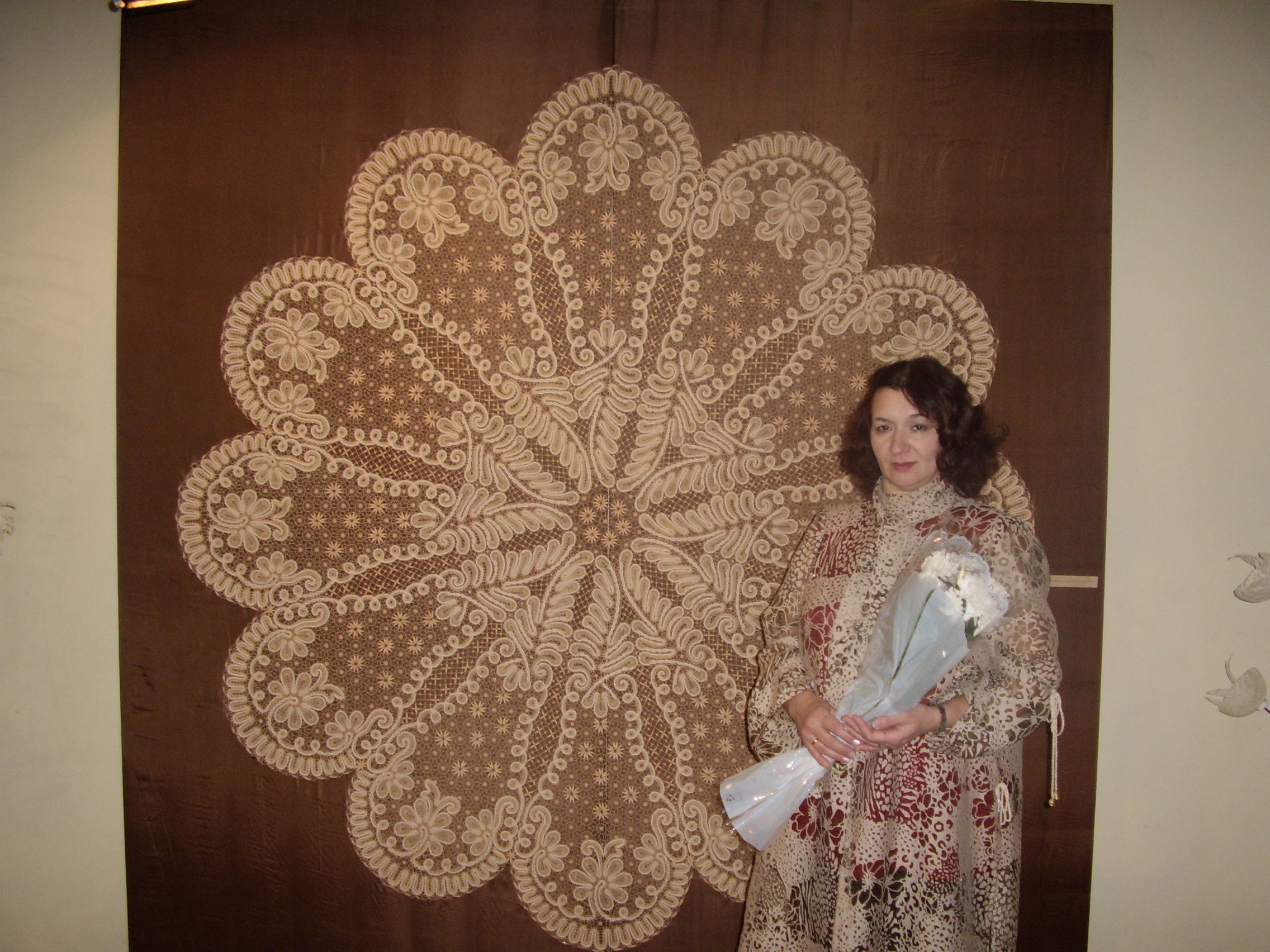
Куприна Е. П.

Елена Петровна Куприна. Родилась в 1956 г. в г. Каменск-Шахтинский Ростовской области. По окончании школы поступила в московское художественно-промышленное училище им. Калинина. Первая самостоятельная работа — панно «Лебединое озеро», осталось в фонде училища, как и многие другие ранние произведения автора. Дипломная работа — съёмное кружевное изделие воротник «Оплечье». По окончании училища Е. П. Куприна получила диплом по специальности художник-мастер и была распределена в г. Киров. С 1 августа 1977 г. Е. Куприна — художник по кружеву на фабрике строчевышитых и кружевных изделий им. 8 Марта (г. Киров). За 30 лет творческой деятельности Е. П. Куприна выросла в яркого представителя вятской школы кружева, продолжила и развила традиции, заложенные известными художниками А. Гужавиной, А. Блиновой, В. Смирновой. Свои лучшие монументальные и камерные произведения Е. Куприна показывала на выставках разного ранга (областные, зональные, республиканские, международные) с 1978 года. Она является членом ВТОО «Союз художников России» с 1993 г. 1996 г. — последний год работы на фабрике. С 1998 г. Куприна становится свободным художником, сочетая творческую деятельность с педагогической в Центре детского творчества (г. Киров).

## Другие названия
Другими названиями Вятского коклюшечного кружева являются Кукарское кружево, Советское кружево, Кировское кружево.
Каждое кружево, производимое в Вятской губернии, имело название от уезда, в котором находилась та или иная земская кружевная школа. В настоящий момент вятское коклюшечное кружево производится в г. Советске (бывшей слободе Кукарке, откуда и название — Кукарское, а с 1918 г. — Советское), г. Белая Холуница, г. Вятские Поляны и пгт. Подосиновец Кировской области.

## Экспонирование
Впервые вятское кружево побывало во Франции в 1900 году на выставке в Париже.
Спустя 106 лет оно вновь прибыло покорять эту страну, но уже в г. Нанси, где состоялась 72-я Международная выставка-ярмарка. Затем оно в 2008 г. было представлено в Японии, в 2010-м и в 2013-м годах — в Германии и в том же 2013-м году — в Болгарии, а в 2015-м году — в Греции..
В 2010 году в декабре в Париже прошла международная выставка «Биеннале мастерства и творчества», на которой было представлено вятское кружево. Спустя 110 лет изделия вятских кружевниц не оставили равнодушными посетителей выставки. Большой интерес вызвали кружевные палантины, пелерины, скатерти, столешницы, кружевные дамские сумочки и сапожки.

### Музейные собрания
Вятский художественный музей имени В. М. и А. М. Васнецовых хранит обширную коллекцию мерного кружева конца XIX — начала XX века. Это и отдельные прошвы, и края к ним с таким же рисунком, и целые комплекты отделки постельного белья, включающие в себя уголки к подушкам, кружево на подзоры, а также образцы кружева для отделки платьев, блузок, тонкого белья, различных по форме салфеток и платочков. В орнаменте этих кружев можно увидеть и сказочные цветы, и полевые ромашки, колокольчики, лапы елей и листья березы. Также в фондах имеются примеры вятского сюжетного кружева. Например, кружевной мотив «Золушка» (начало XX века) создан по иллюстрации Гюстова Доре к «Сказкам матушки Гусыни», а «Пустынник и медведь» (нач. XX в.), по иллюстрации Ж.-Б. Удри к басням Жана де Лафонтена.
Небольшая коллекция вятского кружева экспонируется в кировском Музее «Вятские народные художественные промыслы».
Советский районный краеведческий музей имени А. С. Лебедева города Советска (до 1918 года — слобода Кукарка, один из центров кружевоплетения) имеет в своем собрании образцы вятского кружева.
Музей В. А. Тропинина и московских художников его времени в Москве располагает небольшой коллекцией вятского кружева.